# Langes Bäuche
Das Langes Bäuche ist ein ehemaliger Reitstall in Darmstadt.

## Architektur und Geschichte
Das langgestreckte barocke Gebäude am Friedensplatz ist einer der wenigen baulichen Überreste der ab 1695 angelegten Neuen Vorstadt (Mollerstadt). Das Langes Bäuche wurde gegen 1730 als Leibstall für die Pferde Landgraf Ernst Ludwigs gebaut. Der Architekt war vermutlich Erich Philipp Ploennies.
Um das Jahr 1820 wurde das Gebäude von der Diligence-Expedition (Eilpost) genutzt. Zweimal die Woche verkehrte regelmäßig ein Diligence-Wagen nach Frankfurt am Main, der hier abgefertigt wurde. Auch die Briefpost, die durch Reiter befördert wurde, hatte hier ihre Annahmestelle.
Nach der Verlegung der Poststelle wurden die frei werdenden Räume für Versammlungen, Vorträge und juristische Prüfungen genutzt und eine Nähstube des Roten Kreuzes eingerichtet.
Gegen Ende des 19. Jahrhunderts überließ man das Gebäude Gustav Lorenz für seine Versuche zur Seuchenbekämpfung bei Menschen und Tieren.
Als das Gebäude des Großherzoglichen Hof-Waschhauses in der Schlossgartenstraße 4 für die Technische Hochschule benötigt wurde, brachte man die Wäscherei im Langes Bäuche unter.
Im Zweiten Weltkrieg wurde das Gebäude zerstört.
In den Jahren 1959/60 wurde das Langes Bäuche, unter Verwendung einiger alter Werkstücke, neu aufgebaut. Seit 1960 wurde es von der Großherzoglichen Vermögensverwaltung genutzt.
Bis zum Jahr 2018 residierte das Institut für Neue Technische Form (INTeF) in dem Gebäude.
Das langgestreckte Bauwerk besitzt ein Vollgeschoss (Erdgeschoss) und ein Mansardgeschoss.
Die Tür- und Fenstergewände wurden in Sandstein ausgeführt.
Der Schlussstein über einem Fenster datiert auf das Jahr 1730.
Das Gebäude besitzt ein schiefergedecktes Dach und Sprossenfenster.